# بيتر باتلر (لاعب اتحاد الرغبي)
بيتر باتلر (بالإنجليزية: Peter Butler)‏ هو لاعب اتحاد الرغبي بريطاني، ولد في 23 يونيو 1951.